# 알송 포 스칸센
《알송 포 스칸센》(스웨덴어: Allsång på Skansen)는 스웨덴의 음악 텔레비전 프로그램이다.